# Rhagio asticta
Rhagio asticta är en tvåvingeart som beskrevs av Yang 1994. Rhagio asticta ingår i släktet Rhagio och familjen snäppflugor. Inga underarter finns listade i Catalogue of Life.